# 1500년

## 연호
- 명(明) 홍치(弘治) 13년
- 일본(日本) 메이오(明応) 9년
- 후 레 왕조(後黎朝) 까인통(景統) 3년

## 기년
- 류큐(琉球) 쇼신왕(尚真王) 24년
- 명(明) 효종 홍치제(孝宗 弘治帝) 13년
- 조선(朝鮮) 연산군(燕山君) 6년
- 후 레 왕조(後黎朝) 헌종(憲宗) 3년

## 사건
- 4월 - 밀라노 공작 루도비코 스포르차가 프랑스군에 생포되어 프랑스로 압송됨.
- 4월 22일 - 포르투갈 탐험가 페드루 알바레스 카브랄이 브라질을 발견.
- 10월 - 홍길동이 체포되다.
- 10월 6일 - 프랑스군이 밀라노를 정복함.
- 12월 24일 - 오스만-베네치아 전쟁: 베네치아-스페인 연합군이 그리스 케팔로니아섬의 오스만 제국 요새를 점령하였다.

## 탄생
- 2월 24일 - 신성 로마 제국 황제이자 스페인의 국왕 카를 5세. (~1558년)
- 11월 3일 - 르네상스 시대 이탈리아의 조각가, 화가, 음악가 벤베누토 첼리니. (~1571년)

## 사망
- 5월 29일 - 포르투갈의 탐험가 바르톨로메우 디아스.